# カビブ・アーラフベルディエフ
カビブ・アーラフベルディエフ（Khabib Allakhverdiev、1982年12月8日 - ）は、ロシアのプロボクサー。元WBA世界スーパーライト級レギュラー王者。ダゲスタン共和国カスピースク出身。ロシアとアメリカを拠点にプロ活動をしていた。ハビブ・アラフベルディエフとも表記される。

## 来歴

### アマチュア時代
2005年11月、中華人民共和国綿陽市で行われた世界ボクシング選手権にてライト級で銅メダルを獲得した。

### プロ時代
2007年3月10日、ニューヨークのマディソン・スクエア・ガーデンでデビュー戦を行い、初回2分59秒KO勝ちを収めデビュー戦を白星で飾った。
2010年5月23日、モスクワにある赤の広場でカーレン・テヴォスヤンとABCOスーパーライト級王座決定戦を行い、12回3-0（2者が116-113、117-112）の判定勝ちを収め王座を獲得した。この試合を機に拠点を主な拠点だったアメリカからロシアに移した。
2011年9月25日、クラスノダールのオリンプでネート・キャンベルと対戦し、6回3-0（3者共に60-56）の負傷判定勝ちを収めた。
2012年2月8日、モスクワのクリリヤ・ソヴェトフでイグナシオ・メンドーサとWBAフェデラテンスーパーライト級王座決定戦を行い、7回23秒TKO勝ちを収め王座獲得に成功した。
2012年6月20日、モスクワにあるCSKAでIBO世界スーパーライト級王者カイザー・マバザ(南アフリカ)と対戦し、初回と4回にダウンを奪い、4回KO勝ちを収め王座獲得に成功した。
2012年11月30日、BB&TセンターでWBA世界スーパーライト級レギュラー王座決定戦をWBA世界スーパーライト級1位のホアン・グズマン(ドミニカ共和国)と対戦。グズマンが8回にスリップダウンの際に左足を負傷し、リングドクターがグズマンの試合続行不可能と判断し、8回2-1（2者が76-75、75-76）の負傷判定勝ちを収め、IBO王座の初防衛、WBA王座獲得に成功した。
2013年7月13日、モンテカルロにあるサル・デ・ゼトワールで元世界2階級制覇王者ソレイマヌ・ムバイエ（フランス）と対戦し、11回2分27秒TKO勝ちを収めWBA王座は初防衛、IBO王座は2度目の防衛に成功した。
2014年4月12日、MGMグランドでティモシー・ブラッドリーVSマニー・パッキャオ第2戦目の前座で、WBA世界スーパーライト級11位のジェシー・バルガスと対戦し、プロ初黒星となる12回0-3（111-117、2者が113-115）の判定負けを喫しWBA王座は2度目、IBO王座3度目の防衛に失敗し王座から陥落した。
2015年10月3日、1年6ヵ月ぶりの試合。シンシナティのU.S.バンク・アリーナでWBA世界スーパーライト級王座決定戦を元世界3階級制覇王者でWBA同級2位のエイドリアン・ブローナーと行い、12回2分23秒TKO負けを喫し王座獲得に失敗した。前戦で負けている者同士での王座決定戦だったが、試合後トップランクから契約を解除された。

## 獲得タイトル
- ABCOスーパーライト級王座
- WBAフェデラテンスーパーライト級王座
- IBO世界スーパーライト級王座
- WBA世界スーパーライト級レギュラー王座（防衛1）